# La Courneuve
La Courneuve je severno predmestje Pariza in občina v  departmaju Seine-Saint-Denis osrednje francoske regije Île-de-France. Leta 1999 je imelo naselje 35.310 prebivalcev.

## Geografija
La Courneuve leži v severozahodnem delu departmaja 8 km severno od središča Pariza. Občina meji na jugu na Aubervilliers, na zahodu na Saint-Denis, na severu na Stains in Dugny, na vzhodu na Le Bourget in Drancy, na jugovzhodu pa na Bobigny in Pantin. La Courneuve je sestavljen iz četrti  Le quartier des Quatre routes, Le centre-ville, Le quartier des Six routes, Le quartier de La Gare, Les affaires étrangères.

## Administracija
La Courneuve je sedež istoimenskega kantona, vključenega v okrožje Saint-Denis.

## Zgodovina
Ime naselja izhaja iz latinske besede curia nova oz. curtis nova (novo posestvo) in se nanaša na naseljence, ki jih je tam namestil opat Suger v 12. stoletju.

## Zanimivosti
- spomenik Le Mémorial de la Résistance, delo francosko-izraelskega kiparja Sheloma Seligerja iz leta 1987,
- cerkev Saint-Yves des Quatre-Routes de la Courneuve,
- cerkev Saint-Lucien,
- muzej zelenjave,
- Park de la Courneuve.

## Pobratena mesta
- Ocotal (Nikaragva),
- Prešov (Slovaška),
- Vitulazio (Italija),
- Yako (Burkina Faso).